# Ashley Ballard
Ashley Ballard é uma cantora-compositora norte-americana de R&B que era contratada da Atlantic Records na década de 2000. O single de estréia dela "Hottie" foi lançado em 2001, e recebeu enorme recepção, nas paradas da Billboard americana chegando ao número vinte e cinco. O álbum de estréia dela Get in the Booth começou a ser lançado em 15 de maio de 2001, embora nunca tenha sido totalmente lançado. O single "Hottie" do álbum vendeu mais de 100.000 cópias mundialmente.[carece de fontes?]
Na década de 2000, Ballard fez aparições na televisão, incluindo uma parte da série de concertos "Teensation", apresentando ao vivo com ambos James Brown e Josh Groban; percorreu os Estados Unidos com a The Radio Disney Tour, e apareceu na capa de várias publicações, incluindo a Billboard; e apareceu e performou no The Jenny Jones Show.[carece de fontes?]
A música dela foi adicionada numa compilação da gravadora Atlantic Records chamada Rock N Sole no qual enviou mais de 60.000 unidades para as lojas Sam Goody.
Ela também apareceu nas trilhas sonoras de Pokémon: The First Movie e de Center Stage.
Atualmente, Ashley está trabalhando em dois EPs; eles foram programados para serem lançados em 14 de fevereiro de 2013.

## Lista de faixas deGet in the Booth
1. "Hypnotized"
2. "Hottie"
3. "All I Ever..."
4. "Forever"
5. "Hi Low"
6. "Girls Like Me"
7. "No Matter What"
8. "Second Thoughts" (parceria com PlusONE)
9. "5 x 5"
10. "Love Is Real"
11. "Why?"
12. "It Was You" (parceiria com So Plush)
13. "No More Miss Nice"
14. "I'll Be Waiting"